# Liste der Monuments historiques in Schwobsheim
Die Liste der Monuments historiques in Schwobsheim führt die Monuments historiques in der französischen Gemeinde Schwobsheim auf.

## Liste der Objekte
| Bezeichnung                | Beschreibung | Standort                                  | Kennzeichnung | Schutzstatus | Datum     | Bild           |
| -------------------------- | --- | ----------------------------------------- | ------------- | ------------ | --------- | -------------- |
| Orgel                      | Ensemble aus PM67001090 und PM67000509 | in der Kirche St-Jacques-le-Majeur (Lage) | PM67001089    | Classé       | 1994 1989 | weitere Bilder |
| Orgelprospekt              | im dritten Quartal des 18. Jahrhunderts von Jacques Besançon oder Louis Dubois für die Kirche in Kertzfeld gebaut, 1831 nach Rossfeld versetzt, 1845 durch Stiehr-Mockers nach Schwobsheim transferiert | in der Kirche St-Jacques-le-Majeur (Lage) | PM67001090    | Inscrit      | 1994      | weitere Bilder |
| Instrumentalteil der Orgel | im dritten Quartal des 18. Jahrhunderts von Jacques Besançon oder Louis Dubois für die Kirche in Kertzfeld gebaut, 1831 nach Rossfeld versetzt, 1845 durch Stiehr-Mockers nach Schwobsheim transferiert | in der Kirche St-Jacques-le-Majeur (Lage) | PM67000509    | Classé       | 1989      | weitere Bilder |